# Талични Том (ТВ серија из 1983)
Талични Том француско-немачко-америчка је цртана серија заснована на истоименом стрипу чији је творац Морис. Серија садржи двадесет шест епизода. Серија је у Француској емитована од 15. октобра 1984. до 12. април 1985. године.
У Србији се серија премијерно приказивала на ТВ Београд (касније РТС 1 и 2), телевизија Пинк и на телевизији Авала.

## Синопсис
Талични Том је усамљени каубој који путује Далеким западом. У пратњи свог верног коња Џоли Џампера и у скоро свакој епизоди Рантанплан затворски пас чувар (који се изгуби на Западу у жељи да праи Таличног Тома или у потрази за својим затвором), он се суочава са разним бандитима и разбојницима као што су Далтон браћа, дете Бил, Џес Џејмс и Фил Дефер.